# Hanušova medaile
Hanušova medaile je nejvyšší vědecké vyznamenání České společnosti chemické, udělované od roku 1966 za zásluhy o rozvoj chemie jako oboru v kterékoliv její oblasti. Pojmenována je po Jozefu Hanušovi, dlouholetém jednateli společnosti.

## Seznam oceněných

### Československo
- 1966
  - Prof. RNDr. Rudolf Jirkovský, CSc.
  - Prof. RNDr. PhMr. Stanislav Škramovský, DrSc.
  - Prof. RNDr. Arnošt Okáč, DrSc.
  - Prof. MUDr. František Šantavý, DrSc.
  - Prof. Ing. Samuel Stankovianský
  - Prof. Ing. František Kozmál
  - Prof. Ing. Eugen Beseda
  - Prof. Dr. Ing. Miroslav Jureček, DrSc.
  - Prof. Dr. Ing. Juraj Gašparik
  - Prof. Dr. Ing. Josef Tomko, DrSc.
  - Prof. Dr. Ing. Jaroslav Lauschmann
  - Prof. Dr. Ing. Jan Hampl, DrSc.
  - Prof. Dr. Ing. František Čůta, DrSc.
  - Prof. Dr. Ing. Alois Wagner
  - Ing. Štefan Barica, CSc.
  - Ing. Josef Fiala
  - Dr. Ing. Vladimír Žemlička
  - Dr. Ing. Jaroslav Schneider
  - Dr. Ing. Jaroslav Jelínek
  - Dr. Ing. František Wald
  - Akad. Rudolf Brdička
  - Akad. Otto Wichterle
  - Akad. Jaroslav Heyrovský
  - Akad. František Šorm
- 1967 – Prof. RNDr. Miloslav Dilinger
- 1971
  - Prof. Dr. Ing. Vlastimil Herout, DrSc.
  - Prof. Dr. Ing. Mikuláš Gregor
  - Prof. Dr. Ing. Fridrich Görner
  - Dr. Ing. Rudolf Boríšek
  - Dr. Ing. Oldřich Hanč, DrSc.
  - Dr. Ing. Miroslav Zikmund
  - Dr. Ing. Miroslav Protiva, DrSc.
  - Dr. Ing. Ivan Slávik
- 1973
  - Prof. MUDr. Ing. Karel Kácl, DrSc.
  - Prof. Dr. Ing. Vladimír Bažant, DrSc.
  - Prof. Dr. Ing. Václav Kubelka, DrSc.
  - Prof. Dr. Ing. Miloslav Ferles, DrSc.
  - Prof. Dr. Ing. Jan Vřešťál, CSc.
  - Prof. Dr. Ing. Gustav Janíček, DrSc.
  - Ladislav Molnár, CSc.
  - Ing. Karol Daučík
  - Ing. František Kianička
  - Dr. Ing. Mirko Hrubý
  - Dr. Ing. Jaromír Hebký, CSc.
  - Dr. Ing. Antonín Černý, CSc.
  - Doc. Dr. Ing. Karel Bláha, DrSc.
- 1974
  - Prof. RNDr. Lubor Jenšovský, CSc.
  - Prof. Dr. Josef Trtílek
  - Prof. Dr. Ing. Eduard Hála, DrSc.
  - Ing. Tomáš Míšek, DrSc.
  - Ing. Emil Píš
  - Doc. RNDr. PhDr. Miloš Melichar
- 1975
  - Prof. RNDr. Antonín A. Vlček, DrSc.
  - Prof. Dr. Ing. Jiří Pick, DrSc.
  - Prof. Dr. Ing. Jiří Klikorka, DrSc.
  - Ing. Vladimír Ulbrich, CSc.
  - Ing. Jaroslav Vachek, CSc.
- 1976
  - Prof. Ing. Milan Malinovský, DrSc.
  - Prof. Ing. Ján Gažo, CSc.
  - Prof. Ing. Bohumil Hájek, DrSc.
  - Prof. Dr. Ing. Otakar Červinka, DrSc.
- 1977
  - Prof. RNDr. Jiří Koryta, DrSc.
  - Prof. Ing. Jaroslav Janák (chemik), DrSc.
  - Ing. Eduard Horváth, CSc.
- 1978
  - Prof. Ing. Jaroslav Kováč, DrSc.
  - Ing. Václav Kouřím, CSc.
  - Dr. Ing. Miloslav Kolínský, CSc.
  - Doc. RNDr. Karel Macek, DrSc.
- 1979
  - Prof. RNDr. Viktor Sutoris, CSc.
  - Prof. Dr. Ing. Záviš Holzbecher, DrSc.
  - Ing. Jaromír Škarka, CSc.
  - Doc. RNDr. PhMr. Magda Šaršúnová, DrSc.
- 1980
  - Prof. RNDr. Pavol Hrnčiar, DrSc.
  - Prof. Ing. Jaroslav Churáček, DrSc.
  - Ing. Jan Novosad, CSc.
- 1981
  - Prof. RNDr. PhMr. Jaroslav Majer, DrSc.
  - Prof. RNDr. Karel Dostál, CSc.
  - Doc. RNDr. Jaroslav Kůta, DrSc.
- 1982
  - Prof. RNDr. PhMr. Jaroslav Zýka, DrSc.
  - Ing. Ondrej Ballog
  - Dr. Ing. Jan Trojánek, DrSc.
  - Doc. Ing. Jiří Teplý, CSc.
  - Doc. Dr. Ing. Zdeněk Kučera, CSc.
- 1983
  - Prof. RNDr. Eduard Růžička
  - Dr. Ing. Jiří Kubík
  - Dr. Ing. Jiří Gut, DrSc.
  - Akad. Jiří Mostecký
  - Akad. Anton Blažej
- 1984
  - RNDr. Josef Bencko
  - Prof. Dr. Ing. Zdeněk Valtr, CSc.
  - Prof. Dr. Ing. Otto Exner, DrSc.
  - Ing. MUDr. Josef Marhold, CSc.
  - Ing. Jan Čermák, DrSc.
- 1985
  - Prof. RNDr. Štefan Toma, DrSc.
  - Prof. RNDr. Miloslav Černý, DrSc.
  - Prof. Ing. Jaromír Vrbský, CSc.
  - Ing. Josef Koníček
- 1986
  - Prof. Ing. Václav Dědek, CSc.
  - Doc. RNDr. PhMr. Juraj Krätsmár-Šmogrovič, CSc.
  - Doc. Ing. Jiří Marcín, CSc.
- 1987
  - Prof. RNDr. Miroslav Ebert, DrSc.
  - Prof. RNDr. Jiří Dvořák, DrSc.
  - Dr. Ing. Rudolf Smrž, CSc.
  - Doc. Ing. Anna Sopková, CSc.
- 1988
  - Prof. Dr. Ing. Josef Korrita, DrSc.
  - Prof. Dr. Ing. Jan Pokorný, DrSc.
  - Ing. Jiří Morštadt
  - Dr. Ing. Václav Chvalovský, DrSc.
  - Dr. Ing. Rudolf Kopecký
  - Doc. RNDr. Ludmila Žúrková, CSc.
  - Doc. RNDr. František Březina, CSc.
- 1989
  - Prof. RNDr. PhMr. Ing. Zdeněk Bardoděj, DrSc.
  - Prof. Ing. Ján Garaj, DrSc.
  - Prof. Ing. Elemír Kossaczky, CSc.
  - Ing. Jarmila Blattná, CSc.
  - Doc. Ing. Jindřich Nassler, CSc.
- 1990
  - Prof. Ing. Kamil Antoš, CSc.
  - Prof. Dr. Karel Veselý, DrSc.
  - Prof. Dr. Ing. Ľudovít Triendl, CSc.
  - Ing. Jan Kloubek, CSc.
  - Doc. Ing. Milan Kratochvíl, CSc.

### Česko
- 1995 – Prof. Ing. Oldřich Paleta, Csc.
- 1996
  - Prof. RNDr. Eva Smolková-Keulemansová, DrSc.
  - Prof. Ing. Karel Waisser, DrSc.
  - Prof. Ing. Jaroslav Šesták, DrSc.
  - Ing. Petr Sedmera, Csc.
  - Ing. Ivo Proks, DrSc.
- 1997
  - Prof. RNDr. Antonín Tockstein, CSc.
  - Prof. Ing. Josef Horák, DrSc.
  - Prof. Ing. Jiří Brandštetr, DrSc.
  - Prof. Ing. Jan Neisser, DrSc.
- 1998
  - RNDr. Antonín Holý, DrSc.
  - Prof. RNDr. Lumír Sommer, DrSc.
  - Doc. RNDr. Dana Walterová, CSc.
- 1999
  - Prof. Ing. Zdeněk Stránský, CSc.
  - Prof. Ing. Karel Štulík, DrSc.
  - Ing. Ján Biroš, CSc.
  - Doc. Ing. František Vláčil, CSc.
- 2000
  - Prof. Ing. Jaroslav Holeček, DrSc.
  - Ing. Vladimír Pekárek, CSc.
- 2001 – RNDr. Vladimír Hanuš, CSc.
- 2002 – Prof. Ing. Jiří Davídek, DrSc.
- 2003
  - Prof. RNDr. Miroslav Holík, CSc.
  - Prof. MUDr. Jiří Slavík, DrSc.
- 2004
  - Prof. Ing. Pavel Jandera, DrSc.
  - Prof. Ing. Karel Vytřas, DrSc.
  - Ing. Pavel Pavlas
- 2007 – RNDr. Jiří Medek, CSc.
- 2006 – Prof. Ing. Miloslav Frumar
- 2008
  - Prof. Dr. Jaromír Růžička
  - Prof. RNDr. Jan Lasovský, CSc.
  - Prof. RNDr. Richard Pastorek, CSc.
- 2009
  - RNDr. Michael Heyrovský, CSc.
  - Prof. Ing. Vladimír Mareček, DrSc.
  - Prof. RNDr. Emil Paleček, DrSc.
  - Prof. RNDr. Zdeněk Samec, DrSc.
  - Ing. Miloslav Vobecký, CSc.
  - Prof.Ing. Jiří Drahoš, DrSc., dr.h.c.
- 2010 – Ing. Ladislav Cvak, Ph.D.
- 2011 – Prof. RNDr. Jitka Ulrichová, CSc.
- 2012
  - Prof. RNDr. Milan Kotouček, CSc.
  - Ing. Pavel Holba, CSc.
- 2013 – Prof. Ing. Oldřich Pytela, DrSc.
- 2015 – Prof. Ing. Jiří Hanika, DrSc.
- 2016
  - Prof. Ing. Pavel Hobza, DrSc.
  - Prof. Ing. Vladimír Křen, DrSc.
- 2018 – Prof. RNDr. Karel Lemr, Ph.D.
- 2020 – Prof. RNDr. MUDr. Vilím Šimánek, DrSc.

### Zahraniční
- 1983 – Clark H. Hamilton (USA)
- 1966
  - Prof.Dr. Laszló Erdey (Maďarsko)
  - Prof. Dr. Wojciech Swietoslawski (Polsko)
  - Prof. Dr. Wiktor Kemula (Polsko)
  - Prof. Dr. Vladimir Prelog (Švýcarsko)
  - Prof. Dr. Michail M. Šemjakin (SSSR)
  - Prof. Dr. Lavoslav Ruzicka (Švýcarsko)
  - Prof. Dr. Isack Kolthoff (USA)
  - Prof. Dr. Ernö Pungor (Maďarsko)
  - Prof. Dr. Erich Thilo (DDR)
  - Prof. Dr. Costin D. Nenitescu (Rumunsko)
- 1984 – Prof. Dr. Lucjan Sobczyk (Polsko)
- 1985 – Prof. Dr. Burkart Philipp (DDR)
- 1989
  - Dr. Joachim Wagner (DDR)
  - Dr. Arnold R. Brossi (Švýcarsko)
- 1990
  - Prof. Dr. Dieter Behrens (BRD)
  - Prof. Dr. Arun S. Mujumdar (Kanada)
  - Dr. R. Alexander Chalmers (Skotsko)
- 1991
  - Prof. Pierre Potier (Giv sur Yvette, Francie)
  - Prof. Erica Cremer (Rakousko)
- 1992
  - Prof. Leopold Horner (Mainz, BRD)
  - Dr. Wolfgang Fritsche (Frankfurt, BRD)
- 1993
  - Prof. Wolfgang Wiegrebe (SRN)
  - Prof. Andre Cave (Francie)
  - Prof. A. Wolhrab (SRN)
- 1998
  - Prof. Rafael Mechoulam (Izrael)
  - Prof. Joachim K. Seydel (Borstel, BRD)
- 1999
  - Prof. Jerzy Konarski (Polsko)
  - Prof. Ing. Michal Uher, DrSc. (Slovensko)
  - Prof. George A. Olah ()
  - Doc. Ing. Dušan Berek, DrSc. (Slovensko)
- 2000 – Prof. Marijan Kočevar (Slovinsko)
- 2001 – Prof. Ing. Eberhard Borsig, DrSc. (Slovensko)
- 2002
  - Prof. Alájos Kálmán (Maďarsko)
  - Prof. Piotr Balczevski (Polsko)
  - Dr. Alfred Bader (USA)
- 2003
  - Prof. Jozef Čižmárik (Slovensko)
  - David H.G. Crout (UK)
- 2005 – Prof. RNDr. Lumír Ondřej Hanuš (Israel)
- 2007 – Prof. Dr. Roland Mayer (Německo)
- 2008 – Prof. Dr. Henning Hopf, Dr. h.c. (Braunschweig, BRD)
- 2012
  - Prof. Dr. rer. nat. habil. Reiner Salzer (Dresden, BRD)
  - Prof. Juri Zolotov (Russia)
- 2014 – Prof. Ing. Peter Šimon, DrSc. (Slovensko)
- 2015 – Prof. Tomáš Hudlický (Kanada)